# Diecéze Vallo della Lucania
Diecéze Vallo della Lucania (latinsky Dioecesis Dianensis-Policastrensis) je římskokatolická nemetropolitní arcidiecéze v Itálii, která je součástí salernské církevní provincie, tvořící součást církevní oblasti Kampánie. Katedrálou je kostel sv. Pantaleona ve Vallo della Lucania. 

## Stručná historie
Dnešné diecéze Vallo della Lucania navazuje na antickou diecézi Paestum, doloženou již někdy v 5. století. Paestum vzhledem k nezdravému prostředí a k invazím Saracénů v 9. století bylo obyvateli opuštěno a vzniklo tak nové sídlo, Capaccio, kam se přesunuli i biskupové. Biskupské sídlo se často přesouvalo, až v roce 1851 bylo jako sídlo stanoveno definitivně Vallo della Lucania, což se ve změně názvu diecéze projevilo až v roce 1945.